# Zamek w Gródku (obwód chmielnicki)
Zamek w Gródku – budowla obronna wzniesiona nad rzeką Smotrycz.

## Historia
Zamek powstał ponieważ wystąpiła konieczność umocnienia Gródka. Z tego powodu król Polski Zygmunt I Stary w liście do braci Mikołaja Herburta i Jana Swiercza nadał im przywilej pobierania cła. Zamek w Gródku musiał być zapewne silnie umocniony, ponieważ król nazwał go fortecą.
W roku 1653 zamek został zdobyty przez kozaków Chmielnickiego, którzy nie oszczędzili szlachty ni pospólstwa. Jednak bogate łupy zatrzymały hordę, która 20 czerwca pod zamkiem wbrew Chmielnickiemu demokratycznie postanowiła powertatysia nazad i za Lachamy ne hnatysia i wracać z Podola na Ukrainę. Istnieje sąd, że ten ruch uniemożliwił Chmielnickiemu stworzenie narodowego państwa ukraińskiego.

## Dwór
W XIX w. ruiny dawnego zamku przebudowane zostały przez barona Geismara, generała wojsk rosyjskich, na wygodny piętrowy, a po bokach parterowy dwór klasycystycznym, istniejący do okresu międzywojennego.